# Galium productum
Galium productum là một loài thực vật có hoa trong họ Thiến thảo. Loài này được Lowe mô tả khoa học đầu tiên năm 1833.